# Downstream (informatica)
Downstream in informatica indica la velocità di trasferimento dei dati dal server verso il client.

## Caratteristiche
Per molti tipi di connessione il downstream è maggiore dell'upstream.
In alcuni tipi di modem, come quelli ADSL, le velocità di download e di upload sono differenziate.

## Velocità
La tabella seguente mette a confronto le velocità di downstream delle principali connessioni presenti sul mercato
(telefonia mobile, fax, connessioni remote, linee digitali, DSL, fibre ottiche). I dati sono indicativi e sono soggetti a variazioni.
| Tecnologia        | Velocità in Kbps | Velocità in Kbyte | Tempo di download di 1MB |
| ----------------- | ---------------- | ----------------- | ------------------------ |
| GSM               | 9,0              | 1,13              | ~ 889 s                  |
| Fax Data receiver | 28,8             | 3,60              | ~ 278 s                  |
| Dial-Up           | 33,6             | 4,2               | ~ 238 s                  |